# Daddala defuscata
Daddala defuscata là một loài bướm đêm trong họ Erebidae.